# Takelot I.
Takelot I. war ein altägyptischer Pharao (König) der 22. Dynastie (Dritte Zwischenzeit). Er regierte um 890 bis 877 v. Chr. Manetho nennt für Takelot I. eine Regierungszeit von 13 Jahren.
Sein Vater und Vorgänger war Osorkon I., Nachfolger war sein Bruder Scheschonq II. Takelot I. ist der am wenigsten bekannte Pharao libyscher Herkunft. Es gibt keine zeitgenössischen Denkmäler, die ihm zugeschrieben werden, lediglich eines im Grab von Osorkon II. könnte von ihm stammen. 
Er wird in der Genealogie auf der Serapeumsstele des Priesters Pasenhor genannt (37. Jahr Scheschonqs V.) Danach ist Takelot I. der Sohn Osorkons I. und seiner Gemahlin Taschendchons. Seine Gemahlin hieß Kapes. Hohepriester des Amun in Theben sind zwei jüngere Brüder Takelots I. namens Iuwelot und Smendes III.
Takelot I. wurde im Grab des Osorkon II. in Tanis beigesetzt.